# Kloster San Pietro di Paliano
Das Kloster San Pietro di Paliano (oder San Pietro a Paliano) ist ein ehemaliges Zisterzienserkloster im Latium, Italien.

## Lage
Das Kloster lag rund 1 km vor der den Colonna gehörenden Gemeinde (später Herzogtum) Paliano in der heutigen Provinz Frosinone, oberhalb des Gemeindefriedhofs, rund 17 km östlich von Palestrina.

## Geschichte
Das als Nonnenkloster vom Kardinal Giacomo de Pecoaria, dem Bischof von Palestrina und früheren Abt des Klosters Tre Fontane in der ersten Hälfte des 13. Jahrhunderts gegründete Kloster wurde 1243 unter die Visitation des Abts von Kloster Casamari gestellt. Um 1340 wurde es in ein Mönchskloster umgewandelt, worüber jedoch nähere Nachrichten nicht überliefert sind. Wohl schon um 1379 fiel das Kloster in Kommende der suburbikarischen Bischöfe von Palestrina. 1585 übernahmen die Kapuziner das Kloster.

## Anlage und Bauten
Die von den Kapuzinern umgebaute Kirche und deren Kloster sind erhalten.